# Sanzoku no Musume Ronja
Sanzoku no Musume Ronja (яп. 山賊の娘ローニャ Сандзоку но Мусумэ Ро:ня, букв.«Ронья, дочь разбойника») — 26-серийный аниме-сериал режиссёра Горо Миядзаки по сказочной повести Астрид Линдгрен «Рони, дочь разбойника», транслировался в период с 11 октября 2014 по 28 марта 2015 года. Совместный проект студий Polygon Pictures и Ghibli — для последней «Рони» стала первым телесериалом.

## Сюжет
Рони (в другом переводе Ронья) — единственная дочь Маттиса, атамана разбойников. Шайка Маттиса живёт в лесной глуши в старом замке, расколотом надвое молнией в ночь рождения девочки. Рони — смелая, добрая и искренняя, гордость отца, любимица всех разбойников. Большую часть времени она проводит, бродя по отцовскому замку и его окрестностям. Она счастлива и даже не догадывается о своём одиночестве.
Но однажды Рони случайно обнаруживает, что вторую половину замка заняла конкурирующая шайка атамана Борки. У Борки тоже есть ребёнок, сын по имени Бирк, отважный, задиристый и весёлый мальчик. Встреча с ним меняет жизнь Рони. Дети заклятых врагов, Рони и Бирк то спорят и соревнуются, то спасают друг друга от опасностей — и наконец, проникаются взаимной симпатией. В тайне от родителей они решают стать сестрой и братом. Но непримиримая вражда разбойничьих родов мешает их дружбе. Дети ссорятся с родителями и сбегают из замка в лес. Здесь среди опасностей дикой природы и сказочных чудовищ им предстоит испытать на прочность свою дружбу и прожить полное приключений лето.
Чтобы вернуть своих детей, родителям приходится отказаться от вражды. В конце повести разбойничьи кланы объединяются, а Рони и Бирк, к неудовольствию своих отцов, дают клятву, что никогда не станут разбойниками.

## Отзывы и оценки
Сериал получил сдержанно-положительные оценки. Одобрительных отзывов удостоилась визуальная красота сериала, его персонажи и фэнтези-вселенная Астрид Линдгрен. Критиковали в основном затянутость и медленный темп сериала; некоторые критики также посчитали, что персонажи, созданные с помощью сэл-шейдинга, и рисованные фоны плохо сочетаются.
В России журнал «Мир фантастики» назвал мультсериал красивым, близким к книге, но слишком затянутым; по мнению автора, история лучше смотрелась бы в виде полнометражного мультфильма. За затянутость его критиковали и в обзоре издания «КГ-портал», отметив, однако, что сериал «неплохой, семейный, уютный».
«Рони, дочь разбойника» получила премии Asian Television Award как лучший 2D-мультфильм и International Emmy как лучший мультсериал для детей.